# Бајсон (Јужна Дакота)
Бајсон (енгл. Bison) град је у америчкој савезној држави Јужна Дакота.

## Демографија
По попису из 2010. године број становника је 333, што је 40 (-10,7%) становника мање него 2000. године.
| Група             | 2000.       | 2010.       |
| Белци             | 371 (99,5%) | 325 (97,6%) |
| Афроамериканци    | 0 (0,0%)    | 0 (0,0%)    |
| Азијати           | 0 (0,0%)    | 0 (0,0%)    |
| Хиспаноамериканци | 1 (0,3%)    | 1 (0,3%)    |
| Укупно            | 373         | 333         |